# عالیکلااهی
عالیکلااهی، روستایی از توابع بخش مرکزی شهرستان آمل در استان مازندران ایران و دارای دوازده لاله ی سرخ در راه وطن است.

## جمعیت
این روستا در دهستان هرازپی جنوبی قرار دارد و براساس سرشماری مرکز آمار ایران در سال ۱۳۸۵، جمعیت آن ۶۱۱ نفر (۱۶۶خانوار) بوده‌است.